# Anwar Siraj
Anwar Siraj (ur. 8 grudnia 1979 w Derg) – etiopski piłkarz występujący na pozycji obrońcy.

## Kariera klubowa
Siraj karierę rozpoczynał w 1995 roku w zespole EEPCo. W 1998 roku zdobył z nim mistrzostwo Etiopii oraz Superpuchar Etiopii. W 2000 roku odszedł do omańskiego Oman Club. Po roku spędzonym w tym klubie, wrócił do EEPCO. Tym razem występował tam przez rok. W 2002 roku przeniósł się do zespołu Saint-George SA. W 2003 roku, a także w 2005 roku zdobywał z nim mistrzostwo Etiopii oraz Superpuchar Etiopii.
W 2006 roku Siraj podpisał kontrakt z jemeńskim Al-Saqr. W tym samym roku, a także w 2010 roku zdobył z nim mistrzostwo Jemenu. W latach 2008–2010 grał w innym jemeńskim klubie Al-Wahda Aden.

## Kariera reprezentacyjna
W reprezentacji Etiopii Siraj grał w latach 1997-2010. Wystąpił w niej 14 razy.